# 川流站
川流站是济南轨道交通3号线的地铁车站，位于中华人民共和国山东省济南市历城区鲍山街道遥墙机场西路地下，2024年11月22日投入运营。

## 出入口
车站共设置4个出入口。
| 編號     | 指示 |
| -------- | ---- |
| 出口 · A |      |
| 出口 · B |      |
| 出口 · C |      |
| 出口 · D |      |

### 临近地点
- 川流村村委会